# Cử tạ tại Đại hội Thể thao Đông Nam Á 2005
Cử tạ tại Đại hội Thể thao Đông Nam Á năm 2005 được tổ chức từ ngày 1 đến 4 tháng 12 năm 2005 tại khách sạn Luxur Place, thành phố Bacolod, thuộc tỉnh Negros Occidental, Philippines. Chương trình thi đấu bao gồm các nội dung cử giật và cử đẩy, áp dụng theo thể thức thi đấu quốc tế, với các hạng cân dành cho cả nam (69 kg, 85 kg, 94 kg, 105 kg, +105 kg) và nữ (48 kg, 58 kg, 63 kg, 69 kg, 75 kg).
Đoàn thể thao Thái Lan giành vị trí nhất toàn đoàn với 6 tấm huy chương vàng.

## Bảng huy chương
| Hạng               | Đoàn               | Vàng | Bạc | Đồng | Tổng số |
| ------------------ | ------------------ | ---- | --- | ---- | ------- |
| 1                  | Thái Lan           | 6    | 2   | 0    | 8       |
| 2                  | Indonesia          | 2    | 3   | 1    | 6       |
| 3                  | Myanmar            | 1    | 2   | 1    | 4       |
| 4                  | Malaysia           | 1    | 0   | 1    | 2       |
| 5                  | Việt Nam           | 0    | 2   | 4    | 6       |
| 6                  | Philippines        | 0    | 1   | 3    | 4       |
| Tổng số (6 đơn vị) | Tổng số (6 đơn vị) | 10   | 10  | 10   | 30      |

## Tóm tắt kết quả

### Nam
| Hạng cân | Vàng                                 | Vàng             | Bạc                              | Bạc              | Đồng                              | Đồng             |
| -------- | ------------------------------------ | ---------------- | -------------------------------- | ---------------- | --------------------------------- | ---------------- |
| 69 kg    | Misdan Yunip · Indonesia             | 306 kg (141+165) | Ronnayuth Amnoiwong · Thái Lan   | 296 kg (127+269) | Muhamad Hamidon · Malaysia        | 285 kg (125+160) |
| 85 kg    | Sandow Weldemar Nasution · Indonesia | 334 kg (146+188) | Kraison Dadtuyawat · Thái Lan    | 318 kg (137+181) | Lưu Văn Thắng · Việt Nam          | 305 kg (135+170) |
| 94 kg    | Khunchai Nuchpum · Thái Lan          | 346 kg (155+191) | Aldonsito Aldanete · Philippines | 300 kg (132+168) | Vũ Hồng Phong · Việt Nam          | 298 kg (131+167) |
| 105 kg   | Suthipon Wathanakasikam · Thái Lan   | 346 kg (156+190) | Reynaldi Saenal · Indonesia      | 336 kg (148+188) | Renante Briones · Philippines     | 323 kg (145+178) |
| +105 kg  | Che Mod Azrol Che Mat · Malaysia     | 350 kg (160+190) | Dedi Apriyanto · Indonesia       | 336 kg (151+185) | Alvin de los Santos · Philippines | 325 kg (140+185) |

### Nữ
| Hạng cân | Vàng                           | Vàng             | Bạc                               | Bạc              | Đồng                                | Đồng            |
| -------- | ------------------------------ | ---------------- | --------------------------------- | ---------------- | ----------------------------------- | --------------- |
| 48 kg    | Thongyim Bhunphitak · Thái Lan | 197 kg (90+107)  | Kyi Kyi Than · Myanmar            | 193 kg (83+110)  | Nguyễn Thị Bích Hà · Việt Nam       | 183 kg (80+103) |
| 58 kg    | Junpim Kuntatean · Thái Lan    | 228 kg (102+126) | Raema Lisa Rumbewas · Indonesia   | 216 kg (96+120)  | Shwe Sin Win · Myanmar              | 212 kg (90+122) |
| 63 kg    | Wandee Kameaim · Thái Lan      | 230 kg (100+130) | Nguyễn Thị Thiết · Việt Nam       | 222 kg (102+120) | Cecilia Atilano · Philippines       | 187 kg (87+100) |
| 69 kg    | Pawina Thongsuk · Thái Lan     | 257 kg (115+142) | Yar Thet Pan · Myanmar            | 232 kg (100+132) | Khuất Minh Hải · Việt Nam           | 215 kg (95+120) |
| 75 kg    | Mya Sanda Oo · Myanmar         | 240 kg (107+133) | Nguyễn Thị Phương Loan · Việt Nam | 231 kg (103+128) | Ni Luh Sinta Darmariani · Indonesia | 228 kg (99+129) |

## Kỷ lục đại hội
- Nam – 85 kg: Indonesia' Sandow Weldemar Nasution, Tổng cử:334 (146-188)

(kỷ lục trước đó ?)
- Nữ – 63 kg.: Thái Lan Wanee Kameaim, Tổng cử:230 (100-130)

(kỷ lục trước đó ?)
- Nam – 94 kg.: Thái Lan' Khunchai Nuchpum, Tổng cử:346 (155-191)

(pkỷ lục trước đó ?)
- Nữ – 69 kg: Thái Lan' Pawina Thongsuk, Tổng cử:257 (115-142)

(kỷ lục trước đó ?)
- Nữ - 75 kg: Myanmar' Mya Sanda Oo, Tổng cử:240(107-133)

(kỷ lục trước đó với tổng cử 232.5 (102.5-130) được thiết lập bởi vận động viên Cho Cho Win) của Myanmar vào năm 2003
- Nam - 105+ kg.: Malaysia' Che Mod Azrol Che Mat, Tổng cử:350 (160*-190)

(kỷ lục trước đó với tổng cử 155 được thiết lập bởi vận động viên Nupadol Wandwang) của Thái Lan vào năm 2003